# Herb gminy Markuszów
Herb gminy Markuszów – jeden z symboli gminy Markuszów, ustanowiony 15 lutego 1996.

## Wygląd i symbolika
Herb przedstawia na tarczy w polu błękitnym złotego wspiętego lewarta. Jest to godło z herbu Lewart, którym pieczętował się ród Firlejów, właścicieli Markuszowa i który widniał w XVI-wiecznej pieczęci miasta. 